# Clasma parcispinosa
Clasma parcispinosa är en insektsart som beskrevs av Karsch 1893. Clasma parcispinosa ingår i släktet Clasma och familjen vårtbitare. Inga underarter finns listade i Catalogue of Life.